# Roggia Castellana (Pavia)
La Castellana è una grossa roggia che scorre in provincia di Pavia.
Trae origine dal fiume Ticino presso la lanca Ayala in comune di Vigevano, nei pressi della cascina Gambolina e dopo circa 60 km, si divide in vari canali d'irrigazione terminando così il proprio corso in comune di Travacò Siccomario.
Ha una portata di concessione di circa 2000 l/s (20 m3/s)